# Broualan
Broualan é uma república francesa, região administrativa da Bretanha, no departamento Ille-et-Vilaine. Estende-se por uma área de 12,68 km². Em 2010 a comuna tinha 385 habitantes (densidade: 30,4 hab./km²).